# Jukka Nevalainen
Jukka Antero "Julius" Nevalainen (sinh ngày 21 tháng 4 năm 1978 tại Kitee, Phần Lan) là tay trống người Phần Lan của ban nhạc symphonic metal Phần Lan Nightwish và ban nhạc progressive metal Phần Lan Sethian.

## Tiểu sử
Anh đã trải qua những năm đầu đời tại thành phố Kitee. Sự nghiệp với dàn trống của anh bắt đầu vào tuổi mười một khi giáo viên dạy nhạc ở trường nói với anh rằng một chương trình giáo dục mới cho âm nhạc đang được mở, và ông nghĩ Jukka sẽ phù hợp với vai trò một tay trống. Anh không có một nơi thích hợp để thực hành, nên anh đã tìm cách tự luyện tập ở nhà. Ban nhạc đầu tiên của Jukka là "The Highway" nhưng anh tham gia ban nhạc đầu tiên thực sự của mình ở tuổi 15-16. Ban nhạc đã có một nơi để tập, nhưng bị giới hạn chỉ được tập một vài ngày mỗi tuần. Sau khi rời ban nhạc đó, anh bắt đầu tham gia với Erno "Emppu" Vuorinen và họ có một địa điểm tập vĩnh viễn.
Ở tuổi 17, Emppu đã được liên hệ bởi songwriter kiêm tay chơi keyboard Tuomas Holopainen.
Tuomas muốn bắt đầu một dự án âm nhạc theo hơi hướng acoustic mà sau này sẽ trở thành Nightwish và họ cần một tay trống, lúc này Emppu đã gợi ý Jukka cho Tuomas.
Sau những năm đầu trong ban nhạc, Jukka mới có một dàn drum kit mới và chuyên nghiệp. Anh đã sử dụng dàn trống này trong album Wishmaster cho đến hết chuyến lưu diễn thế giới cho album Once năm 2005. Anh hiện tại thường được nhận diện bằng bộ trống Tama, chũm chọe hiệu Paiste và dùi trống Pro-Mark. (Trước đó, anh từng sử dụng các dàn trống Drum Workshop và Premier Percussion.) Ông nổi tiếng trong cộng đồng fan bởi phong cách luôn đeo một chiếc khăn quấn trên đầu ngay cả trong các buổi biểu diễn, phong cách chơi trống mạnh mẽ, và động tác quay dùi trống đặc trưng của mình. Anh cũng có một dự án song song; Sethian, nhưng ban nhạc này gần như hoàn toàn không hoạt động bởi các thành viên ban nhạc còn đang bận rộn với các ban nhạc khác.

## Đời tư
Nevalainen sống với vợ Satu, con gái Luna (sinh năm 2003) và con trai Niki (sinh ngày 19 tháng 12 năm 2005) ở Joensuu, Phần Lan. Con gái thứ hai Lara của anh ra đời ngày 22 tháng 6 năm 2010. Anh là một người ăn chay. Chiều cao của Jukka là 5'9.

## Thiết bị
Dàn trống Tama Starclassic Maple
Trống bass 22"x18" (x2)
Trống Starclassic G Maple Snare 6"x14"
Tom 9"x10"
Tom 10"x12"
Floor Tom 14"x14"
Floor Tom 16"x16"
Bộ chũm chọe hiệu Paiste
Bộ hi-hat cỡ vừa 14" phiên bản 2002
Signature Splash 8"
Signature Splash 10"
Signature Dark Energy Hats Mark I 13"
Wild Crash 17" phiên bản 2002 (x2)
Wild Crash 18" phiên bản 2002
Wild Crash 19" phiên bản 2002
Signature Power Ride 22"
RUDE Trung Quốc 18" (x2)